# Amelanchier bartramiana
Espèce
Amelanchier bartramiana est une espèce de plantes à fleurs de la famille des Rosaceae. 

## Description

### Appareil végétatif
C'est un arbre qui peut atteindre 10 m de hauteur pour 20 cm de diamètre. Son écorce grise est lisse lorsqu'elle est jeune mais devient rugueuse avec l'âge.
Les feuilles, caduques, sont simples, ont une disposition alterne, et mesurent de 2,5 à 5 cm de long. De forme ovale, glabres, elles présentent généralement 10 paires de nervures secondaires. Leur bordure est denticulée, à raison de 1 à 3 dents par nervure secondaire, mais les denticules se font plus rares vers le pétiole.
Les bourgeons mesurent de 8 à 12 mm de long. Ils sont recouverts par 5 écailles et les bourgeons axillaires sont très accolés contre le rameau qui les porte, comme chez les autres amélanchiers.

### Appareil reproducteur
Les fleurs blanches, bien visibles, apparaissent au printemps tôt dans la saison, avant ou pendant l'apparition des feuilles. Les inflorescences sont moins denses que chez les autres espèces d’amélanchier ; elles sont isolées ou en grappes de 2 ou 3 seulement. Leur pollinisation est assurée par les insectes (entomogamie).
Les fruits sont des piridions qui ressemblent à des baies un peu allongées, rouges ou violacées, de 6 à 10 mm de large. Ils ne présentent guère d'intérêt pour l'alimentation humaine, car ils sont sucrés mais non juteux. Les fruits sont mûrs au cours de l'été, fin juillet ou début août. Chaque fruit contient de 5 à 10 graines ; ces dernières demandent pour germer des conditions climatiques préalables fraîches et humides.

## Répartition et habitat
Cet arbre originaire d’Amérique du Nord pousse sur sols acides et humides. On le trouve dans des milieux suffisamment lumineux, tels que des lisières de forêts, des haies et bords de clôtures, sur des crêtes rocheuses ou dans des plaines sableuses.

## Systématique et taxinomie
Cette espèce a été décrite scientifiquement pour la première fois en 1838 par le botaniste autrichien Ignaz Friedrich Tausch, sous le nom Pyrus bartramiana, dans le n° 21 de la revue Flora. En 1947, le botaniste allemand Max Joseph Roemer transfère ce taxon dans le genre Amelanchier, dans son ouvrage Familiarum Naturalium Regni Vegetabilis Monographicae.